# Alfred Birlem
Alfred Birlem (Berlin, 1888. január 10. – 1956. április 13.) német nemzetközi labdarúgó-játékvezető.

## Pályafutása

### Nemzeti játékvezetés
Játékvezetésből Berlinben vizsgázott. Vizsgáját követően a Berlini Labdarúgó-szövetség által üzemeltetett labdarúgó bajnokságokban kezdte sportszolgálatát. A Német labdarúgó-szövetség (DFB) Játékvezető Bizottságának (JB) minősítésével a 2. Bundesliga, majd 1924-től a Bundesliga játékvezetője. Küldési gyakorlat szerint rendszeres partbírói szolgálatot is végzett. A nemzeti játékvezetéstől 1938-ban vonult vissza.

### Nemzeti kupamérkőzések
Vezetett döntők száma: 3.

#### Regionális döntő
1932–1933-ban 55 regionális bajnokság volt, a bajnoki kupa sorsát döntő mérkőzéssel határozták meg.
| Időpont          | Helyszín                  | Mérkőzés típusa | Mérkőzés                              | Eredmény |
| ---------------- | ------------------------- | --------------- | ------------------------------------- | -------- |
| 1932. június 12. | Franken Stadion, Nürnberg | döntő           | FC Bayern München–Eintracht Frankfurt | 2 – 0    |
| 1933. június 11. | Városi Stadion, Köln      | döntő           | Fortuna Düsseldorf–FC Schalke 04      | 3 – 0    |

#### Német labdarúgókupa
Az első német labdarúgókupa döntő játékvezetője.
| Időpont           | Helyszín                | Mérkőzés típusa | Mérkőzés                     | Eredmény | Nézők száma |
| ----------------- | ----------------------- | --------------- | ---------------------------- | -------- | ----------- |
| 1935. december 8. | Rheinstadion Düsseldorf | döntő           | FC Schalke 04–1. FC Nürnberg | 0 – 2    | 60 000      |

### Nemzetközi játékvezetés
A Német labdarúgó-szövetség JB terjesztette fel nemzetközi játékvezetőnek, a Nemzetközi Labdarúgó-szövetség (FIFA) 1927-től tartotta nyilván bírói keretében. Több nemzetek közötti válogatott és klubmérkőzést vezetett, vagy működő társának partbíróként segített. A német nemzetközi játékvezetők rangsorában, a világbajnokság-Európa-bajnokság sorrendjében többedmagával a 30. helyet foglalja el 2 találkozó szolgálatával. A  nemzetközi játékvezetéstől 1939-ben búcsúzott. Válogatott mérkőzéseinek száma: 21.

#### Labdarúgó-világbajnokság
Az 1934-es labdarúgó-világbajnokságon és az 1938-as labdarúgó-világbajnokságon a FIFA JB bíróként alkalmazta. 1934-ben 46, 1938-ban 50 évesen a torna legidősebb játékvezetője volt. A FIFA JB elvárásának megfelelően, ha nem vezetett, akkor valamelyik társának partbíróként segített. A kor elvárása szerint az egyes számú partbíró játékvezetői sérülésnél átvette a mérkőzés vezetését. 1934-ben egy mérkőzésen 2. pozíciós, 1938-ban szintén egy mérkőzésen 2. pozíciós partbíró. Világbajnokságokon vezetett mérkőzéseinek száma: 2 + 2 (partbíró).

##### 1934-es labdarúgó-világbajnokság

###### Világbajnoki mérkőzés
| Időpont         | Helyszín                | Mérkőzés típusa    | Mérkőzés               | Eredmény | Nézők száma |
| --------------- | ----------------------- | ------------------ | ---------------------- | -------- | ----------- |
| 1934. május 27. | Marassi Stadion, Genova | egyik nyolcaddöntő | Spanyolország–Brazília | 3 – 1    | 25 000      |

##### 1938-as labdarúgó-világbajnokság

###### Világbajnoki mérkőzés
| Időpont         | Helyszín                 | Mérkőzés típusa          | Mérkőzés     | Eredmény | Nézők száma |
| --------------- | ------------------------ | ------------------------ | ------------ | -------- | ----------- |
| 1938. június 9. | Chapou Stadion, Toulouse | megismételt nyolcaddöntő | Kuba–Románia | 2 – 1    | 5 000       |

#### Olimpiai játékok
Az 1928. évi és az 1936. évi nyári olimpiai játékokon a FIFA JB játékvezetőként foglalkoztatta.

##### 1928. évi nyári olimpiai játékok
| Időpont         | Helyszín                | Mérkőzés típusa    | Mérkőzés               | Eredmény | Nézők száma |
| --------------- | ----------------------- | ------------------ | ---------------------- | -------- | ----------- |
| 1928. május 29. | Old Stadion, Amszterdam | egyik nyolcaddöntő | Portugália–Jugoszlávia | 2 – 1    | 1 226       |

##### 1936. évi nyári olimpiai játékok
| Időpont             | Helyszín                 | Mérkőzés típusa | Mérkőzés               | Eredmény | Nézők száma |
| ------------------- | ------------------------ | --------------- | ---------------------- | -------- | ----------- |
| 1936. augusztus 13. | Olimpiai Stadion, Berlin | bronzmérkőzés   | Norvégia–Lengyelország | 3 – 2    | 95 000      |

#### Európa-kupa
| Időpont          | Helyszín                 | Mérkőzés típusa          | Mérkőzés              | Eredmény | Nézők száma |
| ---------------- | ------------------------ | ------------------------ | --------------------- | -------- | ----------- |
| 1928. október 7. | Hohe Warte Stadion, Bécs | 131. válogatott mérkőzés | Ausztria–Magyarország | 5 – 1    | 40 000      |

#### Skandináv Bajnokság
Nordic Championships/Északi Kupa labdarúgó tornát Dánia kezdeményezésére az első világháború után, 1919-től a válogatott rendszeres játékhoz jutásának elősegítésére rendezték a Norvégia, Dánia, Svédország részvételével. 1929-től a Finnország is csatlakozott a résztvevőkhöz. 1983-ban befejeződött a sportverseny.
| Időpont           | Helyszín                         | Mérkőzés típusa | Mérkőzés                                             | Eredmény | Nézők száma |
| ----------------- | -------------------------------- | --------------- | ---------------------------------------------------- | -------- | ----------- |
| 1927. október 30. | Idrætsparken Stadion, Koppenhága | csoportmérkőzés | Dánia–Norvégia                                       | 3 – 1    | 20 000      |
| 1929. június 23.  | Idrætsparken Stadion, Koppenhága | csoportmérkőzés | Dán labdarúgó-válogatott–Norvég labdarúgó-válogatott | 2 – 5    | 20 000      |

#### A magyar labdarúgó-válogatott mérkőzései (1902–1929)
| Időpont           | Helyszín                 | Mérkőzés típusa          | Mérkőzés                                                 | Eredmény | Nézők száma |
| ----------------- | ------------------------ | ------------------------ | -------------------------------------------------------- | -------- | ----------- |
| 1932. április 24. | Hohe Warte Stadion, Bécs | 156. válogatott mérkőzés | Osztrák labdarúgó-válogatott–Magyar labdarúgó-válogatott | 8 – 2    | 60 000      |

## Külső hivatkozások
- Alfred Birlem. World Referee. [2015. december 8-i dátummal az eredetiből archiválva]. (Hozzáférés: 2015. december 1.)
- Alfred Birlem. footballzz.com. (Hozzáférés: 2015. december 1.)
- Alfred Birlem. footballdatabase.eu. (Hozzáférés: 2015. december 1.)
- Alfred Birlem. scoreshelf.com. [2015. december 8-i dátummal az eredetiből archiválva]. (Hozzáférés: 2015. december 1.)
- Alfred Birlem. eu-football.info. (Hozzáférés: 2015. december 1.)
- Alfred Birlem. weltfussball.de. (Hozzáférés: 2015. december 1.)